# Helizandro Terán Bermúdez
Helizandro Emiro Terán Bermúdez (Maracaibo, 7 de junio de 1965) es un eclesiástico católico venezolano, miembro de la Orden de San Agustín. Es el arzobispo de Mérida, desde enero de 2023, de la cual fue coadjutor entre 2022 y 2023. Fue obispo de Ciudad Guayana, entre 2017 a 2022.

## Biografía

### Primeros años y formación
Helizandro Emiro nació el 7 de junio de 1965, en Maracaibo, capital del Estado Zulia, Venezuela.
Asistió al Colegio Gonzaga de Maracaibo, donde obtuvo el título de Bachiller en Ciencias.
Continuó sus estudios en la Universidad Católica Cecilio Acosta, donde obtuvo la licenciatura en Educación Integral, en 1996.
En la Pontificia Universidad Gregoriana, obtuvo la licenciatura en Teología dogmática, mención summa cum laude (1998).
Obtuvo la licenciatura en Filosofía, por la Universidad Pontificia Salesiana, con el título: "Baccalaureatum en Filosofía", mención summa cum laude (2000).
En 2005, defiende su tesis doctoral: "Maria Typus Ecclesiae in Doctrina Sancti Augustini"; obteniendo el doctorado en Teología dogmática, con mención summa cum laude.
Es políglota, ya que conoce el: inglés, francés, italiano y alemán.

### Vida religiosa
Ingresó al Seminario de los Padres Agustinos de Caracas, en 1987. Terminado su período de pre-noviciado, es enviado en 1990 a Ocotal (Nicaragua) a realizar su año de Noviciado y emite sus primeros votos en 1991.
Realizó sus votos solemnes, el 23 de diciembre de 1994.
Su ordenación sacerdotal fue el 9 de septiembre de 1995, en la Parroquia Ntra. Sra. Del Perpetuo Socorro Maracaibo, a manos del arzobispo, Ovidio Pérez Morales.
Fue profesor de pregrado en la Facultad de Teología, de la Universidad Andrés Bello (Caracas) en 1999, impartiendo las cátedras de: Antropología Teológica y Misterio de Dios.
En julio de 1999 es electo Consejero y Secretario Vicarial, formando parte del equipo de gobierno del Vicariato de los Agustinos en Venezuela, para el cuatrienio 1999-2002.
Ejerció la docencia a nivel de bachillerato en el Colegio San Agustín de Caricuao, a partir del año 2000, y se dedicó a la animación pastoral de los alumnos. En el 2006, es nombrado rector del mismo colegio.
En julio de 2010 es electo Superior Mayor de los Agustinos en Venezuela, para el cuatrienio 2010-2014. 
Fue Secretario de la Comisión de Justicia y Paz del Vicariato OSA en Venezuela; miembro de la Comisión Internacional de Estudios de la Orden de San Agustín y para la Administración del Instituto Agostinianum (Roma) y vicario provincial de la Orden de San Agustín en Venezuela.

## Episcopado

### Obispo de Ciudad Guayana
El 29 de julio de 2017, el papa Francisco lo nombró obispo de Ciudad Guayana. Fue consagrado el 23 de septiembre de 2017, en la Parroquia San Alfonso María Ligorio, el Paraíso (Caracas), a manos del arzobispo, Baltazar Porras. Tomó posesión canónica, el 7 de octubre del mismo año.

### Arzobispo de Mérida
El 19 de marzo de 2022, fue nombrado arzobispo coadjutor de Mérida. Tomó posesión de su oficio, el 3 de junio del mismo año.
El 31 de enero de 2023, aceptada la renuncia de Baltazar Porras, pasó automáticamente a ser arzobispo de Mérida.
El 29 de junio de 2023, en una ceremonia en la Basílica de San Pedro, recibió el palio arzobispal de manos del papa Francisco. El 19 de julio del mismo año, en una ceremonia en la catedral de Mérida, recibió la imposición del palio arzobispal de manos del arzobispo Jesús González de Zárate.